# Grube Geislautern
Die Grube Geislautern ist ein ehemaliges Steinkohlebergwerk im saarländischen Geislautern.

## Geschichte
Anfang des 17. Jahrhunderts baten mehrere Einwohner Geislauterns den Grafen Ludwig von Saarbrücken, auf ihren Grundstücken nach Steinkohle graben zu dürfen. Um 1730 waren zwei kleine private Steinkohlengruben in Betrieb.
1750 legte Hofkammerrat Heus dem Fürsten Wilhelm Heinrich von Nassau-Saarbrücken einen Plan zur Übernahme der Gruben in nassau-saarbrückischen Staatsbesitz vor, der 1751 umgesetzt wurde. 1754 ordnete der Fürst an, dass niemand mehr privat nach Kohlen graben dürfe, im Gegenzug wurde den Bewohnern der Grafschaft ab 1766 der Bezug verbilligter Hausbrandkohlen angeboten. 1773 arbeiteten bereits sieben Bergleute in den zwei Stollen der Grube Geislautern. 1779 überstieg die jährliche Fördermenge erstmals 1000 Tonnen.
1797 erklärte die französische Regierung Grube und Eisenhütte Geislautern in der seit 1793 besetzten Grafschaft Saarbrücken zu französischem Staatsbesitz. 1802 dekretierte Napoleon die Errichtung einer Berg- und Hüttenschule in Geislautern, die 1807 Grube und Eisenhütte Geislautern übernahm. In der Folge wurde der Montanstandort Geislautern zu einem wichtigen Technologiezentrum, in dem bestimmte Verfahren und Maschinen erfunden und erprobt wurden.
1815 gelangte die Grube Geislautern durch den zweiten Pariser Frieden in den Besitz des preußischen Staats und wurde an das Hüttenwerk angegliedert. Die Kohle ließ sich schlecht verkoken. In der Grube arbeiteten 39 Bergleute.
Zwischen 1819 und 1822 wurden auf dem „Friederiken-Schienenweg“ im Frommersbachtal bei Altenkessel zur Kohleverladestelle Luisenthal Fahrversuche mit einem Dampfwagen der Königlichen Eisengießerei Berlin unternommen. Er sollte als erste funktionstüchtige Lokomotive Kohlen von der Grube Bauernwald zur Verladestelle an der Saar transportieren. Die Maschine wurde in Berlin konstruiert und gebaut und zerlegt an die Saar verschifft. Der Zusammenbau glückte nicht richtig, der Dampfwagen wurde nie voll funktionstüchtig und wurde in den 1830er Jahren als Schrott verkauft.
1827 wurde der Lauterbachstollen angelegt. Inzwischen waren die Flöze in der Tiefe allerdings kaum noch zu erreichen, daher wurde 1833 der erste Förderschacht am Rotweg abgeteuft und erreichte 1838 die erste Tiefbausohle. Inzwischen wurden in Geislautern zwei Dampfmaschinen betrieben, eine zur Förderung und eine zur Wasserhaltung der Grube. 1850 arbeiteten 315 Bergleute in Geislautern, in den nächsten Jahren nahm die Zahl der Arbeiter allerdings stetig ab. 1856 wurde begonnen, den Förderschacht weiter abzuteufen. 1860 arbeiten noch 202 Bergleute auf der Grube. 1864 wurde die zweite Tiefbausohle erreicht. Im gleichen Jahr explodierte der Kessel einer untertage aufgestellten Dampfmaschine. 1874 wurde der Kanalstollen angehauen, der ab 1876 die Grube Geislautern direkt mit dem Verladehafen an der Saar verband.
In den 1880er Jahren wurden umfangreiche Kohlevorräte durch Querschläge erschlossen, doch wegen zahlreicher Wassereinbrüche wurden vermehrt verlassene hangende Flöze abgebaut. 1889 arbeiteten wieder 435 Mann auf der Grube. 1899 wurde der Rosselschacht begonnen, aus dem später die Grube Velsen endstand. Die Förderung der Grube nahm stark zu und erreichte im Jahr 1902 mit mehr als 74.000 Tonnen Steinkohle den bis dahin höchsten Stand.
Am 1. April 1908 wurde aus den Gruben Geislautern und Velsen die neue Berginspektion XII geschaffen. Sie hatte ihren Sitz zunächst in Fürstenhausen. Wenige Monate später, am 1. Dezember 1908, wurde die Grube Geislautern wegen fehlender Rentabilität stillgelegt. Ihre Tagesanlagen beim Rotweg wurden zunächst in Schlafhäuser für Bergleute der Grube Velsen umgewandelt. 1926 verlegt die französische Grubenverwaltung die Leitung der Berginspektion XII dann in diese Gebäude.
1935 wurde die Berginspektion XII in Steinkohlenbergwerk Geislautern umbenannt, um an die alte Grube zu erinnern. Nach dem Zweiten Weltkrieg wurde von der französischen Grubenverwaltung wieder die alte Bezeichnung Berginspektion XII eingeführt. 1952 wurde die Inspektion XII in Grube West umbenannt und von hier aus die Gruben Püttlingen, Ensdorf, Griesborn und Velsen verwaltet. 1967 siedelte die Grube West aus Geislautern nach Ensdorf über. Land und Stadt erwarben das ehemalige Grubengelände und verlegten das heutige Warndt-Gymnasium auf das Gelände. Etwa sieben Jahre dienten die alten Gebäude als Klassenräume des Gymnasiums, bis im Februar 1978 die Gebäude abgerissen wurden. Die Schule zog in neuerrichtete Gebäude ein.